# Sątoczno (gromada)
Sątoczno – dawna gromada, czyli najmniejsza jednostka podziału terytorialnego Polskiej Rzeczypospolitej Ludowej w latach 1954–1972.
Gromady, z gromadzkimi radami narodowymi (GRN) jako organami władzy najniższego stopnia na wsi, funkcjonowały od reformy reorganizującej administrację wiejską przeprowadzonej jesienią 1954 do momentu ich zniesienia z dniem 1 stycznia 1973, tym samym wypierając organizację gminną w latach 1954–1972.
Gromadę Sątoczno z siedzibą GRN w Sątocznie utworzono – jako jedną z 8759 gromad na obszarze Polski – w powiecie kętrzyńskim w woj. olsztyńskim na mocy uchwały nr 15 WRN w Olsztynie z dnia 4 października 1954. W skład jednostki weszły obszary dotychczasowych gromad Sątoczno, Kałwągi i Sajny (Sajna Wielka) oraz miejscowości Karszewo i Gielpsz z dotychczasowej gromady Wiklewo ze zniesionej gminy Sątoczno  w tymże powiecie. Dla gromady ustalono 13 członków gromadzkiej rady narodowej.
Gromadę zniesiono 22 grudnia 1971, a jej obszar włączono do gromady Korsze (II) w tymże powiecie.	